# پیکوا (اوهایو)
پیکوا(به انگلیسی: Piqua) شهری در ایالت اوهایو کشور ایالات متحده آمریکا است که جمعیت آن در سرشماری سال ۲۰۱۰ میلادی، ۲۰٬۵۲۲ نفر بوده‌است.